# 晋江市
晋江市（しんこう-し）は中華人民共和国福建省に位置する省直轄の県級市であり、しばらくの間、泉州市の代理管轄下に置かれている。

## 概要
泉州三邑（晋江・南安・恵安）の首邑と呼ばれる晋江は、古来より経済、軍事、文化などの要衝であり、海のシルクロードの起点の一つである。晋江人の商才は有名であり、現在でも東南アジアをはじめ、多くの晋江人が海外で華僑・華人として活躍している。現在、晋江出身の人は世界中に300万人（うち海外におよそ220万人）いるとも言われ、中国系フィリピン人の多くは、晋江にルーツを持つ。また、晋江人は文化などの面でも優れた才能を持つことで、晋江は「声華文物、雄称海内」と賛辞され、「泉南仏国」、「海浜鄒魯」などの美称で呼ばれてきた。

## 地理
晋江市は北は鯉城区、西は南安市、東は石獅市と隣接している。また南は海を挟んで中華民国（台湾）統治下の金門県に面している。
亜熱帯湿潤気候に属し、年間平均気温は20～21℃。1月の平均気温は常に11.9℃ほどであり、7月の平均気温は28.2℃前後。年間の平均日照時間は2130時間、年平均降雨量は911～1231mm。

## 歴史
古代閩人の領域であり、晋の貴族が戦乱を逃れて川の両岸に住んでいたことに由来する晋江に因み、718年（開元6年）に唐朝により晋江県が設置された。

## 言語
主に閩台グループの閩南語が話される他、普通話も話される。

## 行政区画
下部に6街道、13鎮を管轄する
- 街道
  - 青陽街道、梅嶺街道、西園街道、羅山街道、新塘街道、霊源街道
- 鎮
  - 安海鎮、磁竈鎮、陳埭鎮、東石鎮、深滬鎮、金井鎮、池店鎮、内坑鎮、竜湖鎮、永和鎮、英林鎮、紫帽鎮、西浜鎮

## 経済
中国の三大製靴業の地として知られ、そのほか石材、磁器、傘、洋服、製紙などの軽工業が発達している。

## 交通

### 空港
- 泉州晋江国際空港 - 市中心部に隣接。

### 鉄道

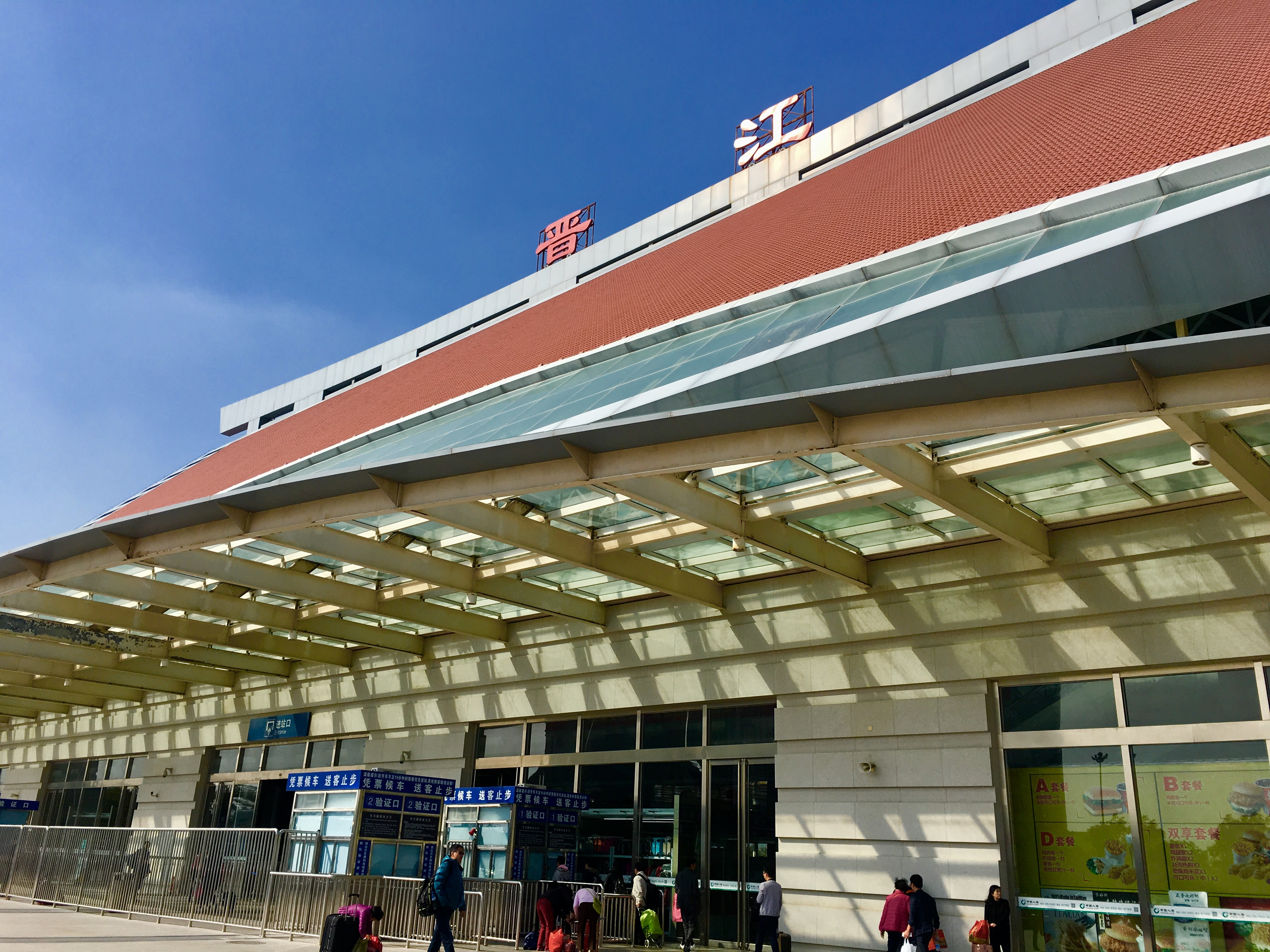
晋江駅

- 中国国家鉄路集団
  - 福廈旅客専用線（中国語版）
    - 泉州南駅

  - 福廈線
    - 晋江駅 - 市中心部より約14km。

### 道路
- 高速道路
  -  瀋海高速道路
  -  泉南高速道路
  -  福廈高速道路（中国語版）
- 国道
  - G228国道
  - G324国道
- 省道
  - 201省道
  - 308省道

## 観光
- 福全城遺跡
- 西質岩石仏（唐代）
- 囲頭金沙湾
- 八二三遺跡
- 安平橋
- 深滬海底森林遺跡
- 紫帽山（標高517.8m）
- 竜山寺

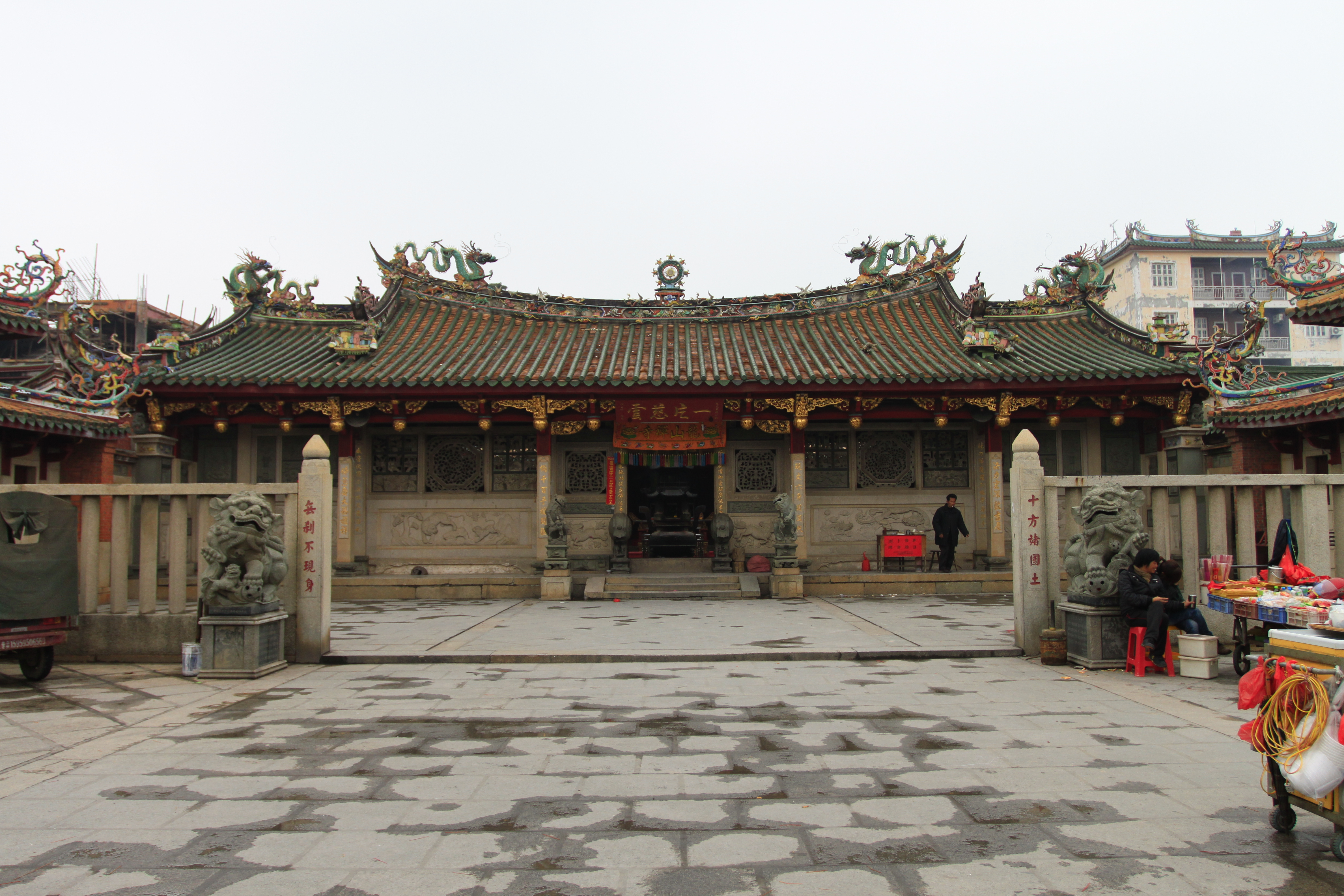
安海竜山寺

- 草庵摩尼教寺（現存する世界唯一のマニ教寺院）

## 文化・芸術
- 南音
- 布袋戯
- 高甲劇等

## 学校

### 大学
- 泉州軽工学院

### 高等学校
第一類高校
- 養正中学
- 季延中学
- 第一中学
- 僑声中学
- 南僑中学
- 毓英中学

第二類高校
- 英林中学
- 平山中学
- 第二中学

第三類高校
- 陳埭中学
- 首峰中学
- 磁竈中学
- 永和中学
- 内坑中学

### 専門学校
- 晋江金井職業専門学校

## 出身者

### 唐代
- 欧陽詹

### 五代十国時代
- 譚峭

### 北宋
- 曽公亮
- 蘇緘

### 南宋
- 曽慥
- 梁克家

### 明代
- 蔡清
- 陳琛
- 兪大猷
- 王慎中
- 荘際昌
- 李贄
- 何喬遠
- 黄鳳翔
- 李廷機

### 清代
- 施琅
- 林嗣環
- 丁瑋
- 陳慶鏞
- 呉魯
- 洪騰雲

### 近代
- 張高麗（現中国共産党中央政治局委員、天津市委書記）
- 蔡素玉
- 陳明金
- 頼昌星